# Marianne Vosová
Marianne Vosová (* 13. května 1987 v 's-Hertogenboschu, Nizozemsko) je všestranná nizozemská cyklistka, která dosáhla vynikajících výsledků na dráze, na silnici i v terénu.

## Osobní život
Její partnerkou je nizozemská cyklistka Moniek Tenniglová.

## Úspěchy
Během své dosavadní kariéry získala devět titulů mistryně světa, dvě olympijská vítězství a dva tituly mistryně Evropy v kategorii žen a jeden titul mistryně světa v kategorii juniorek.

### 2004
- juniorská mistryně světa na silnici - soutěž jednotlivkyň

### 2005
- mistryně Evropy v cyklokrosu

### 2006
- mistryně světa v cyklokrosu
- mistryně světa na silnici - soutěž jednotlivkyň

### 2008
- olympijská vítězka v bodovacích závodech na dráze
- mistryně světa v bodovacích závodech na dráze

### 2009
- mistryně světa v cyklokrosu

### 2010
- mistryně světa v cyklokrosu na Mistrovství světa v cyklokrosu 2010

### 2011
- mistryně světa v cyklokrosu na Mistrovství světa v cyklokrosu 2011
- mistryně světa na dráze ve skratchu

### 2012
- olympijská vítězka na silnici v hromadném závodě jednotlivkyň na olympijských hrách v Londýně
- mistryně světa v cyklokrosu na Mistrovství světa v cyklokrosu 2012

### 2013
- mistryně světa v cyklokrosu na Mistrovství světa v cyklokrosu 2013
- mistryně světa na silnici na Mistrovství světa v silniční cyklistice 2013[2]

### 2014
- mistryně světa v cyklokrosu na Mistrovství světa v cyklokrosu 2014